# Sarina Paris
 (décembre 2012).
Sarina Paris est une chanteuse canadienne électro-pop d'origine italienne.

## Biographie
Sarina Paris est née le 22 décembre 1973. Elle a grandi à Toronto (Canada), issue d'une famille d'ouvriers originaires d'Italie.
Elle revint en Italie en 1996 après le décès de sa mère pour retrouver ses racines.
La même année, elle est découverte par l'italien Tempera(producteur/manager) qui l'invite à devenir membre de "GamGam" un projet de Monti Max et Mauro Pilato à Rimini(Italie) qui vise à enseigner aux enfants Italiens à chanter en anglais. Elle s'installe à Milan un an plus tard ou elle travaille comme réceptionniste dans une édition musicale, CX, ou la découvrent Charlie Machino et Nico Spinosa. Elle commence alors sa carrière d'artiste. Son premier single, "Look at us" est sur le bilboard 100 mais n'atteint pas le Top 40.
En raison de sa réussite, elle signe à Priority Records, aux États-Unis, et sort en 2001 son premier album, Sarina Paris comprenant toutes les chansons qu'elle a écrites,à part "True Colors", reprise de Cyndi Lauper.
En mai 2011,lors du 10e anniversaire de"Look at us", Sarina sort son single "Sophisticated".

## Discographie
Ses trois singles sont :
- Look at Us(2000)
- Just about enough(2001)
- Sophisticated(2011)

Sarina n'a eu qu'un seul album éponyme, sorti le 23 juin 2001.Il a atteint la 167e place sur le bilboard 200.
Sarina Paris
1. "Look at Us"
2. "You"
3. "So I wait"
4. "Just about enough"
5. "Love in Return"
6. "True Colors"(reprise de Cyndi Lauper)
7. "Angel"
8. "Dreamin of You"
9. "The single life"
10. "True Love"
11. "Romeo'Dead"
12. "All in the Way"
13. "I love you"(bonus track)